# ای‌سی‌آرای
ای‌سی‌آرای یا آژانس سنجش اعتبار تحلیلی (روسیه) (روسی: Аналитическое Кредитное Рейтинговое Агентство - АКРА) یک آژانس سنجش اعتبار مستقر در مسکو، روسیه است. این شرکت در سال ۲۰۱۵ تأسیس شد و ایکاترینا ترافیمووا مدیرعامل وقت شرکت بود.
با توجه به عقب‌نشینی آژانس‌های رتبه‌بندی مستقر در ایالات متحده به دلیل تغییرات قانونی و تحریم‌ها علیه روسیه، تحلیلگران انتظار داشتند که ای‌سی‌آرای به صادرکننده اصلی رتبه‌بندی روسیه تبدیل شود. ای‌سی‌آرای رتبه‌بندی‌هایی را برای شرکت‌های روسیه و خارج از کشور صادر می‌کند، در ابتدا در کشورهای مستقل مشترک‌المنافع.
گویا شرکت‌های روسی زیادی خواهان خدمات ای‌سی‌آرای هستند و این شرکت به‌طور نامطلوبی با رقیب خود اکسپرت آرای مقایسه می‌شود که به نظر می‌رسد مشتریان خود را در اولویت قرار می‌دهد. در ژانویه ۲۰۱۷، وی‌تی‌بی بانک از افشای رتبه‌ای که از ای‌سی‌آرای دریافت کرده بود خودداری کرد و فقط به این نکته اشاره کرد که این رتبه‌بندی حتی از رتبه‌بندی «سیاسی‌شده» تعیین‌شده توسط آژانس‌های غربی نیز پایین‌تر است. تا ژوئیه ۲۰۱۷ این آژانس بیش از ۴۰ رتبه‌بندی صادر کرده بود.
ای‌سی‌آرای سنجش اعتباری در مقیاس ملی را به موسسات مالی، شرکت‌های خدمات شرکتی، مقامات منطقه‌ای و شهری فدراسیون روسیه و ابزارهای مالی آنها اختصاص می‌دهد. همچنین برای صندوق‌های بازنشستگی، مدیران مالی و همچنین ابزارهای مالی ساختاریافته رتبه‌بندی‌های مقیاس ملی صادر می‌کند.
ای‌سی‌آرای به تحقیق و پیش‌بینی مشغول است و شاخص استرس مالی ای‌سی‌آرای (ACRA FSI) را توسعه داده‌است که برای ارزیابی احتمال بحران مالی در روسیه و قزاقستان استفاده می‌شود.
اکسپرت آرای که رقیب محلی این آژانس است ای‌سی‌آرای را متهم به بهره‌مندی از روابط نزدیک با دولت روسیه کرده بود.